# Chatelay
Chatelay é uma comuna francesa na região administrativa de Borgonha-Franco-Condado, no departamento de Jura. Estende-se por uma área de 13,07 km². Em 2010 a comuna tinha 114 habitantes (densidade: 8,7 hab./km²).